# Tyler Downs
Tyler Downs (ur. 19 lipca 2003 w Saint Louis) – amerykański skoczek do wody i influencer, olimpijczyk z Tokio 2020 i z Paryża 2024.

## Udział w zawodach międzynarodowych
| Impreza              | Rok  | Gospodarz | Trampolina | Trampolina | Trampolina      |
| Impreza              | Rok  | Gospodarz | 1 m indyw. | 3 m indyw. | 3 m synch. męż. |
| -------------------- | ---- | --------- | ---------- | ---------- | --------------- |
| Igrzyska olimpijskie | 2021 | Tokio     | —          | 23         | —               |
| Igrzyska olimpijskie | 2024 | Paryż     | —          | —          | 8               |
| Mistrzostwa świata   | 2022 | Budapeszt | 12         | 20         | 15              |
| Mistrzostwa świata   | 2023 | Fukuoka   | —          | 9          | 4               |
| Mistrzostwa świata   | 2024 | Doha      | —          | 29         | —               |

## Działalność w Internecie
Tyler Downs jest popularnym tiktokerem mającym ponad 900 tys. obserwujących.